# 于山国
于山国（うざんこく、朝鮮語: 우산국、英語: Usan-guk, or the State of Usan
）は、現在の鬱陵島を支配していたとされる古代国家である。現存する朝鮮半島で最も古い史書、『三国史記』（1145年）に登場する。『三国史記』「新羅本紀」には、512年、于山国が朝鮮本土の新羅により服属させられたとの記録があり、11世紀初頭には女真の海賊の侵攻によって大きな打撃を受けたとされる。史料が少なく、記載も寡少なため「于山国」の詳細はよく分かっていない。ただし、「于山」及び「于山島」の名称は朝鮮の史書・地理書・地図に数多く登場する。（→ 「于山島」も参照）

## 『三国史記』と于山国

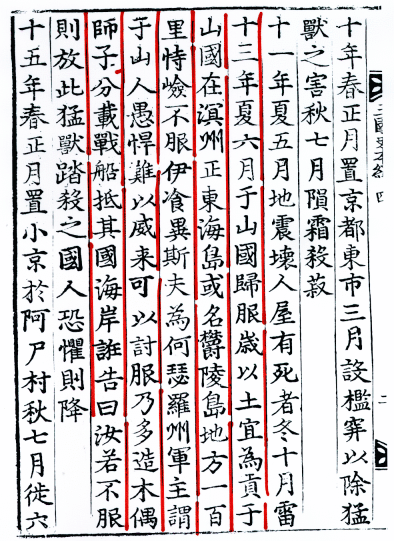
『三国史記』巻四「新羅本紀」。于山国に関する部分

1145年に編纂された朝鮮半島に残る最古の文献資料、『三国史記』によれば、太古の日本海上に誕生した島国であったが三国時代の512年に朝鮮半島南東部にあった新羅の異斯夫（いしふ）将軍の計略によって服属させられたとしている。

### 『三国史記』原文
『三国史記』巻第四 新羅本紀 智證麻立干紀

### 翻訳
『三国史記』巻第四 新羅本紀 智証麻立干紀

### 解説
于山国の別名は鬱陵島であると明確に述べられており、于山国は鬱陵島に一致するとしか解釈のしようがない。また、6世紀に于山国が新羅の属国となったことが史実であるとしても、新羅は必ずしも于山国を直接支配しているわけではないことがうかがえる。いずれにせよ、『三国史記』編纂時期より500年も前のできごととして記しており、「愚かで凶暴」「獅子の像に、恐れ慄きすぐに降伏した」などの記述は于山国の人々すなわち古代の鬱陵島民に対する差別感情をあらわす内容となっている。

## 『高麗史』における于山国
『高麗史』には、1018年、1019年、1022年のこととして、「于山国」が登場する。現在の竹島（韓国名、独島）に国家があったとは考えられないので、この于山は竹島ではなく鬱陵島のことであると考えられる。

## 竹島領有権主張との関係
大韓民国では、古文献や古地図に登場する「于山島」を現在の竹島と解釈しており、『三国史記』の記述にある「于山国」の領域を鬱陵島と竹島（韓国名：独島）としている。ただし、『三国史記』の記述には鬱陵島以外の島のことは記されていない。『三国史記』では512年に于山国が新羅に服属したとあるため、韓国政府は「独島」（日本名：竹島）は鬱陵島とともに512年以来、韓国・朝鮮の領土だとの論を展開している。
また、朝鮮国王が国家統治にあたり、手もとにおいて百科事典のように参照した1808年刊行の『万機要覧』には、
との記載がある。これは、韓国では于山島が「独島」であることを明白に示したものであると受け取られている。
なお、韓国政府が「独島」を韓国領とする有力な根拠として一貫して掲げてきたのが『世宗実録』「地理志」（1454年編纂）であった。たとえば「韓国政府見解1」（1953年9月9日）では「于山・武陵の二島が蔚珍県の真東の海中にある。二島はそれほど離れておらず、天気のいい日にはたがいに望見できる」という「地理志」の記載の重視を訴えた。この見解は現代の韓国政府にも引き継がれている。これに対して「日本政府見解2」（1954年2月10日）では、この「地理志」に「新羅のときに于山国と称した、一説に鬱陵島という」と記載されていること、『東国輿地勝覧』（1543年）には「于山・鬱陵は本来一島」とあること、さらに『文献撮録』では三峰島、于山島、鬱陵島がすべて同じ島であることを明らかにしていることを指摘し、韓国政府見解を批判した。これに応えて、韓国政府は「韓国政府見解2」（1954年9月25日）において、于山島と于山国を区別し、于山島が鬱陵島とともに于山国を構成し、「一説に于山・鬱陵は本来一島」とあるのは単に曖昧な一説を提示しただけであり、本来の『東国輿地勝覧』は「于山島と鬱陵島、二島は蔚珍県の真東の海中にある」と記述していること、『文献撮録』は李朝末期の個人の随想にすぎず文献的価値がないことなどを示して反論した。また、『増補文献備考』（1770年）の記録、すなわち上掲『万機要覧』の記載では、于山島と鬱陵島を明確に区別していることを以て従来の二島二名説を補強した。

## 「于山」記載の古地図

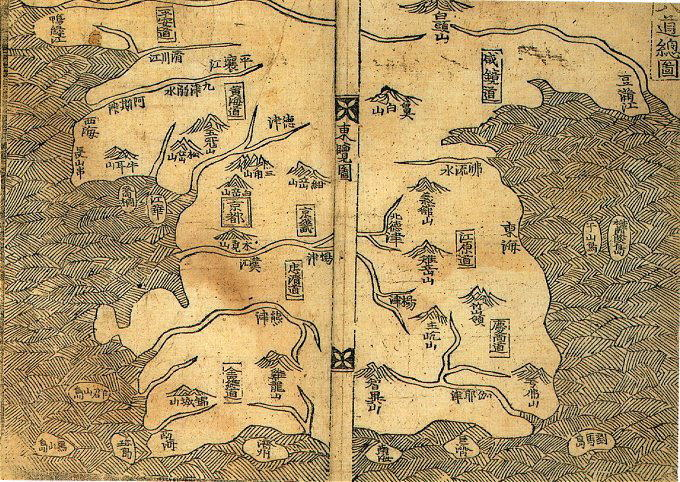
『新増東国輿地勝覧』（1530）より「朝鮮八道総図」鬱陵島の西側に「于山島」の名が確認できる。
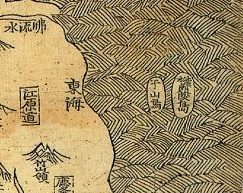
『新増東国輿地勝覧』（1530）「朝鮮八道総図」（部分）
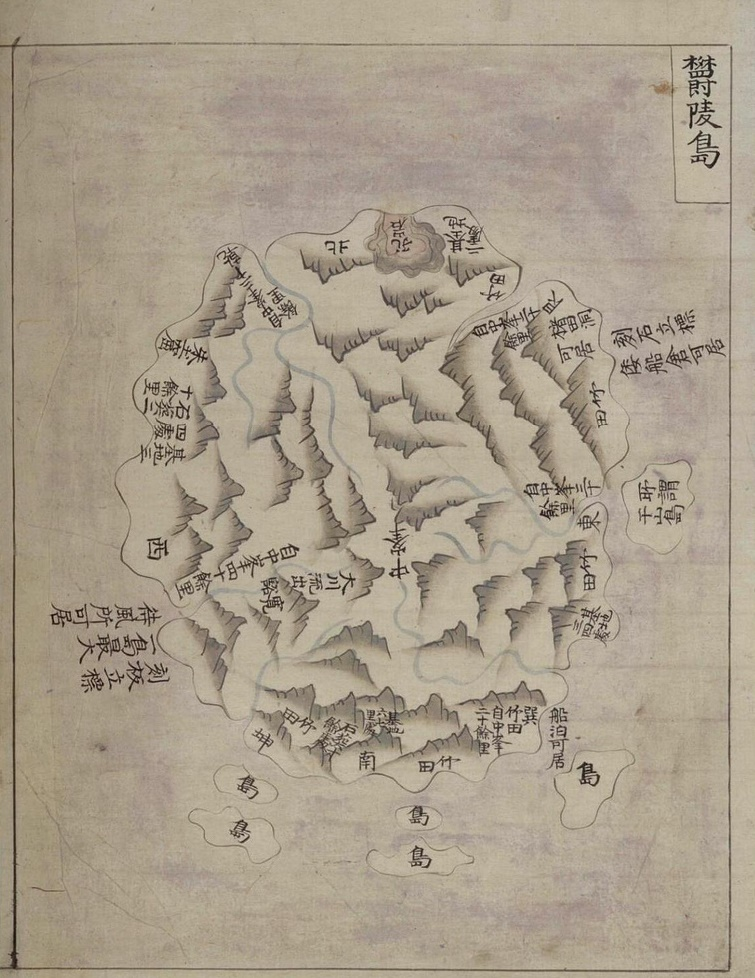
『廣輿圖』（1737-1776）鬱陵島の東側に"所謂于山"と示される小島が確認できる
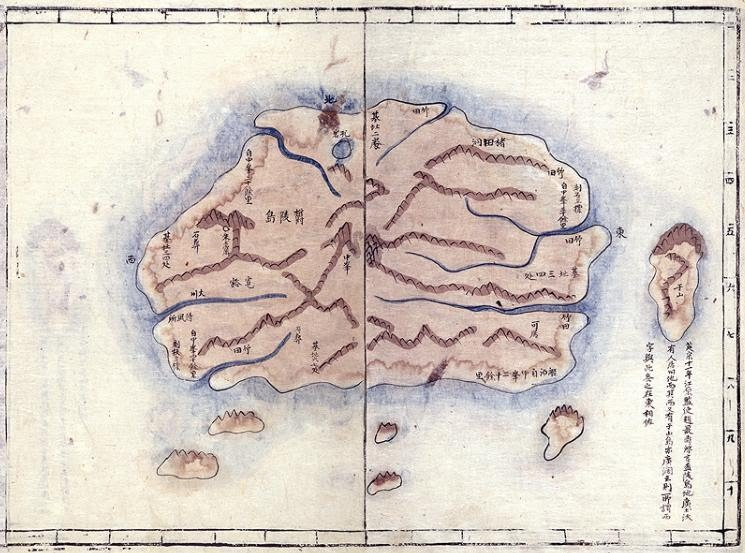
金正浩『大東輿地図』（1861、部分（鬱陵島とその周辺））
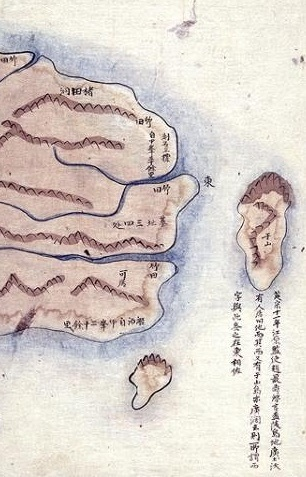
金正浩『大東輿地図』（1861、部分（于山島および鬱陵島東部））
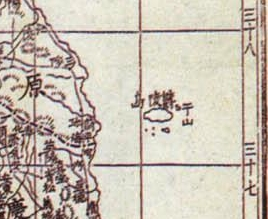
官撰『大韓地誌』（1899）「大韓全図」（部分）